# Музей на град Скопие
Музеят на град Скопие (на македонска литературна норма: Музеј на Град Скопје) e музей в центъра на Скопие, Северна Македония, посветен на града. Основан е в 1949 година.
От 1970 година Музеят на град Скопие се помещава в обновената част от старата сграда на железопътната гара на града, която частично е разрушена от земетресението в Скопие в 1963 година. Една трета от сградата, която е останала относително запазена, е на разположение на музея и има площ от около 4500 m2, от които около 2000 m2 е изложбено пространство. В 1971 година отваря врати музейната библиотека.
Днес музеят има богати културни и научни изследвания в областта на археологията, историята, етнологията и историята на изкуството на град Скопие.